# Supercoupe de Russie de football 2022
La Supercoupe de Russie de 2022 est la vingtième édition de la Supercoupe de Russie. Ce match de football prend place le 9 juillet 2022 à la Gazprom Arena de Saint-Pétersbourg.
Elle oppose l'équipe du Zénith Saint-Pétersbourg, championne de Russie en 2021-2022, à celle du Spartak Moscou, vainqueur pour sa part de la Coupe de Russie. Double tenant du titre, le Zénith dispute à cette occasion sa dixième Supercoupe, la quatrième d'affilée. Le Spartak joue quant à lui sa cinquième édition, la première depuis son unique succès en 2017.
Après un début de match légèrement à l'avantage des Moscovites qui mettent d'entrée la pression sur les locaux, ces derniers finissent par prendre la main sur la rencontre et ouvrent le score à la 29e minute de jeu par l'intermédiaire d'Ivan Sergueïev. Les Pétersbourgeois marquent à nouveau cinq minutes plus tard grâce à Malcom qui porte leur avantage à deux buts au moment de la pause. Quelques secondes seulement après le début de la second période, Wendel marque le troisième but du Zénith. Le Spartak échoue par la suite à se montrer dangereux, concédant même le but du 4-0 en toute fin de rencontre par l'entrant Mateo Cassierra (en). Le Zénith remporte ainsi sa troisième Supercoupe consécutive et la septième en tout, égalant le record du CSKA Moscou.

## Feuille de match
| ·             |    |                        |     |
| Titulaires :  |    |                        |     |
|               |    |                        |     |
| G             | 71 | 0 Danil Odoïevski      |     |
| DG            | 3  | 0 Douglas Santos       | 86e |
| DC            | 28 | 0 Nuraly Alip          |     |
| DC            | 2  | 0 Dmitri Chistiakov    |     |
| DD            | 19 | 0 Alekseï Soutormine   | 69e |
| MdC           | 5  | 0 Wílmar Barrios       |     |
| MC            | 8  | 0 Wendel               | 77e |
| MC            | 14 | 0 Daler Kouziaïev      |     |
| AiG           | 11 | 0 Claudinho            |     |
| AiD           | 10 | 0 Malcom               | 77e |
| AC            | 33 | 0 Ivan Sergueïev       | 69e |
|               |    |                        |     |
| Remplaçants : |    |                        |     |
| A             | 7  | 0 Zelimkhan Bakaïev    | 69e |
| A             | 30 | 0 Mateo Cassierra (en) | 69e |
| D             | 4  | 0 Danil Krougovoï      | 77e |
| A             | 17 | 0 Andreï Mostovoï      | 77e |
| M             | 21 | 0 Aleksandr Yerokhine  | 86e |
|               |    |                        |     |
| Entraîneur :  |    |                        |     |
| Sergueï Semak |    |                        |     |

| ·                 |    |                           |     |
| Titulaires :      |    |                           |     |
|                   |    |                           |     |
| G                 | 57 | 0 Aleksandr Selikhov (en) |     |
| DG                | 13 | 0 Maciej Rybus            |     |
| DC                | 14 | 0 Gueorgui Djikiya        |     |
| DC                | 23 | 0 Nikita Chernov          | 76e |
| DD                | 82 | 0 Danil Khlousevitch (en) | 61e |
| MdC               | 18 | 0 Nail Umyarov            |     |
| MC                | 47 | 0 Roman Zobnine           | 76e |
| MO                | 22 | 0 Mikhaïl Ignatov (en)    | 46e |
| AiG               | 10 | 0 Quincy Promes           |     |
| AiD               | 97 | 0 Danil Denisov           |     |
| AC                | 7  | 0 Aleksandr Sobolev       | 60e |
|                   |    |                           |     |
| Remplaçants :     |    |                           |     |
| A                 | 17 | 0 Anton Zinkovski         | 46e |
| A                 | 11 | 0 Shamar Nicholson        | 60e |
| D                 | 68 | 0 Danil Prutsev (en)      | 60e |
| M                 | 25 | 0 Ruslan Litvinov (en)    | 76e |
| D                 | 92 | 0 Nikolaï Rasskazov       | 76e |
|                   |    |                           |     |
| Entraîneur :      |    |                           |     |
| Guillermo Abascal |    |                           |     |

| ·             |    |                        |     |
| Titulaires :  |    |                        |     |
|               |    |                        |     |
| G             | 71 | 0 Danil Odoïevski      |     |
| DG            | 3  | 0 Douglas Santos       | 86e |
| DC            | 28 | 0 Nuraly Alip          |     |
| DC            | 2  | 0 Dmitri Chistiakov    |     |
| DD            | 19 | 0 Alekseï Soutormine   | 69e |
| MdC           | 5  | 0 Wílmar Barrios       |     |
| MC            | 8  | 0 Wendel               | 77e |
| MC            | 14 | 0 Daler Kouziaïev      |     |
| AiG           | 11 | 0 Claudinho            |     |
| AiD           | 10 | 0 Malcom               | 77e |
| AC            | 33 | 0 Ivan Sergueïev       | 69e |
|               |    |                        |     |
| Remplaçants : |    |                        |     |
| A             | 7  | 0 Zelimkhan Bakaïev    | 69e |
| A             | 30 | 0 Mateo Cassierra (en) | 69e |
| D             | 4  | 0 Danil Krougovoï      | 77e |
| A             | 17 | 0 Andreï Mostovoï      | 77e |
| M             | 21 | 0 Aleksandr Yerokhine  | 86e |
|               |    |                        |     |
| Entraîneur :  |    |                        |     |
| Sergueï Semak |    |                        |     |

| ·                 |    |                           |     |
| Titulaires :      |    |                           |     |
|                   |    |                           |     |
| G                 | 57 | 0 Aleksandr Selikhov (en) |     |
| DG                | 13 | 0 Maciej Rybus            |     |
| DC                | 14 | 0 Gueorgui Djikiya        |     |
| DC                | 23 | 0 Nikita Chernov          | 76e |
| DD                | 82 | 0 Danil Khlousevitch (en) | 61e |
| MdC               | 18 | 0 Nail Umyarov            |     |
| MC                | 47 | 0 Roman Zobnine           | 76e |
| MO                | 22 | 0 Mikhaïl Ignatov (en)    | 46e |
| AiG               | 10 | 0 Quincy Promes           |     |
| AiD               | 97 | 0 Danil Denisov           |     |
| AC                | 7  | 0 Aleksandr Sobolev       | 60e |
|                   |    |                           |     |
| Remplaçants :     |    |                           |     |
| A                 | 17 | 0 Anton Zinkovski         | 46e |
| A                 | 11 | 0 Shamar Nicholson        | 60e |
| D                 | 68 | 0 Danil Prutsev (en)      | 60e |
| M                 | 25 | 0 Ruslan Litvinov (en)    | 76e |
| D                 | 92 | 0 Nikolaï Rasskazov       | 76e |
|                   |    |                           |     |
| Entraîneur :      |    |                           |     |
| Guillermo Abascal |    |                           |     |

### Statistiques
| Statistique    | Zénith | Spartak |
| -------------- | ------ | ------- |
| Buts marqués   | 4      | 0       |
| Tirs           | 10     | 5       |
| Tirs cadrés    | 6      | 1       |
| Possession     | 45%    | 55%     |
| Corners        | 2      | 7       |
| Hors-jeux      | 0      | 0       |
| Fautes         | 3      | 16      |
| Cartons jaunes | 1      | 2       |
| Cartons rouges | 0      | 0       |